# 세그웨이 (기업)
세그웨이(영어: Segway Inc.)는 미국의 개인용 송수신기 및 로봇 관련 회사이다. 세그웨이 PT를 만들기로 유명하다.

## 인수
세그웨이사는 2015년 4월에 중국의 나인봇사에 인수되었다. 샤오미의 자회사 중 하나인 나인봇은 세그웨이 사의 세그웨이 PT를 그대로 카피하여 특허 소송을 하는 동안이었다. 그러나 나인봇사는 샤오미의 막대한 자본지원으로 세그웨이사를 인수를 하였고, 이후 특허와 세그웨이는 나인봇에 귀속된 일이 생겼다. 이후, 현재 나인봇은 100만 원 이하의 가격대를 형성하는 나인봇이라는 세그웨이들을 개발하여 판매 중인데 대중들의 큰 관심을 불러 일으키고 있다.